# 16165 Licht
A 16165 Licht (ideiglenes jelöléssel 2000 AW83) a Naprendszer kisbolygóövében található aszteroida. A LINEAR projekt keretében fedezték fel 2000. január 5-én.